# Ангел Ташикманов
Ангел М. Ташикманов е български политик и деец на националноосвободителното движение от Македония.

## Биография
Ангел Ташикманов е роден в 1851 година в Горна Джумая, тогава в Османската империя, днес Благоевград, България. През 1874 година е временен сътрудник на списание „Училище“. Завършва Априловската гимназия в Габрово през 1876 година. Учителства в Дряново и Габрово. Ташикманов служи като преводач в щаба на руската армия по време на Руско-турската война и в Окръжното руско управление на град Търново. След Освобождението на България става секретар на търновския комитет „Единство“. През 1879 година е специален пратеник е на вестник „Марица“ в Учредителното събрание. Ташикманов е избран за депутат на IV и V обикновено народно събрание. Дълги години работи като началник на стенографското бюро и канцеларията на Народното събрание. Носител е на орден „Свети Александър“ – V степен.
Ангел Ташикманов умира в София.